# Mogadishu
Mogadishu (szomáliul:  Muqdisho, közhasználatban Xamar; arabul:مقديشو  Makadísu; olaszul: Mogadiscio) Szomália fővárosa.

## Földrajz
Szomália fővárosa és legnagyobb városa is egyben. A Benadir régióban fekszik az Indiai-óceán partján, fekvése révén évszázadokon keresztül fontos kikötővárosként szolgált.

### Éghajlat
Forró égövi száraz szavanna éghajlat jellemzi. Az évi középhőmérséklet 27 °C. A csapadék kevés, évi 480 mm a jellemző.
| Hónap                                          | Jan. | Feb. | Már. | Ápr. | Máj. | Jún. | Júl. | Aug. | Szep. | Okt. | Nov. | Dec. | Év   |
| ---------------------------------------------- | ---- | ---- | ---- | ---- | ---- | ---- | ---- | ---- | ----- | ---- | ---- | ---- | ---- |
| Rekord max. hőmérséklet (°C)                   | 37,0 | 39,0 | 42,0 | 41,0 | 40,0 | 38,0 | 42,0 | 42,0 | 37,0  | 32,0 | 41,0 | 42,0 | 42,0 |
| Átlagos max. hőmérséklet (°C)                  | 30,2 | 30,2 | 30,9 | 32,2 | 31,2 | 29,6 | 28,6 | 28,6 | 29,4  | 30,2 | 30,6 | 30,8 | 30,2 |
| Átlagos min. hőmérséklet (°C)                  | 23,0 | 23,4 | 24,9 | 25,6 | 24,9 | 23,7 | 23,1 | 23,0 | 23,4  | 24,3 | 24,2 | 23,5 | 23,9 |
| Rekord min. hőmérséklet (°C)                   | 22,0 | 20,0 | 20,0 | 17,0 | 22,0 | 20,0 | 20,0 | 20,0 | 20,0  | 17,0 | 22,0 | 21,0 | 17,0 |
| Átl. csapadékmennyiség (mm)                    | 0    | 0    | 8    | 61   | 61   | 82   | 64   | 44   | 25    | 32   | 43   | 9    | 429  |
| Forrás: Weltwetter Spiegel Online, Weatherbase |      |      |      |      |      |      |      |      |       |      |      |      |      |

## Történelem
A települést már az ókori egyiptomiak is ismerték.
Muqdishót a 9–10. században ománi arabok alapították. A középkori híres arab utazók leírásaikban Kelet-Afrika legfontosabb kereskedővárosaként említették.
A 16–17. században a város portugál, majd később maszkati uralom alatt állt. A 19. század közepe után zanzibári arabok foglalták el, s az ő uralmuk alatt állt. 1905-ben olaszok birtokolták, akik szomáliai gyarmatuk székhelyévé tették.
1941-ben a második világháború alatt az angolok foglalták el, de az ENSZ megbízása alapján az olasz igazgatást formailag később visszaállították. 1960 júliusában Szomália is függetlenné vált.

## Gazdaság
Miután 1991-ben összeomlott a szomáliai kormány, Mogadishu 16 évre a fegyveres harc helyszíne lett. A polgárháborús állapotok miatt a világ legveszélyesebb városai közé sorolják. Lakosainak számát tág határok között becslik, másfél és hárommillió fő közé tehető.
A kormányhatalom hiánya egyben szabadkereskedelmet is jelent. Az adók és egyéb korlátozások hiánya viszonylag alacsony üzleti költségeket teremt. A közbiztonság állapota miatt azonban sok vállalkozás fegyveres őröket bérel fel saját védelmére. Bár ez az utcai erőszak csökkenéséhez is vezetett, a gyilkosságok és egyéb bűnesetek még mindig igen gyakoriak.
A város az ország fő behozatali kikötője. Fejlődő ipara közszükségleti cikkeket állít elő, és a környék állattenyésztésének és halászatának termékeit (konzerv, bőripar) dolgozza fel. Van kőolajfinomítója és acélhengerműve is.
A városban főleg az élelmiszer- és a textilipar (ezen belül főleg a pamutfeldolgozás) vállalatai működnek.
A városban azonban a korszerű gyáripar mellett tovább él a régi híres arany- és ezüstművesség is.
A telekommunikációs hálózatot működtető Telcom székhelye is a városban van.